# Thermen van Constantijn
De Thermen van Constantijn (Latijn:Thermae Constantinianae) was een groot openbaar thermencomplex in het oude Rome.

## Geschiedenis
De Thermen van Constantijn werden gebouwd in het begin van de 4e eeuw en waren de laatste van de grote keizerlijke thermencomplexen in Rome. Het was de usurpator Maxentius die opdracht gaf voor de bouw, wat blijkt uit de stempels op de gebruikte bakstenen. Net als een aantal van zijn voorgangers wilde Maxentius een groot badhuis bouwen waar de Romeinse burgers zich in hun vrije tijd konden vermaken. Maxentius werd echter gedood in 312 gedood in de Slag bij de Milvische Brug, waarna zijn tegenstrever Constantijn de Grote de macht in Rome overnam en de thermen voltooide. Het complex werden vervolgens naar hem genoemd.
De Thermen van Constantijn waren veel kleiner dan de thermen die zijn voorganger Diocletianus slechts enkele decennia daarvoor in dezelfde buurt had laten bouwen. Het doel van dit kleinere badhuis is dan ook niet duidelijk, mogelijk was het alleen bestemd voor de Romeinse elite.
De eerste eeuw van zijn bestaan had het complex veel schade opgelopen door een aardbeving en brand. De thermen werden daarom in 443 gerestaureerd door de stadsprefect Petronius Perpenna Magnus Quadratianus. Hij liet zijn werk vermelden in een lange inscriptie waarvan de tekst bewaard is gebleven. De thermen worden maar één keer vermeld in de antieke bronnen, maar zijn ook bekend uit twee 4e-eeuwse stadsgidsen en de middeleeuwse beschrijving van de Romeinse monumenten door een anonieme monnik uit het Einsiedeln klooster in Zwitserland.

## Het complex

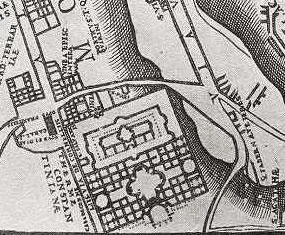
Grondplan van de restanten van de thermen in de 16e eeuw

De Thermen van Constantijn stonden op de zuidelijke punt van de Quirinaal, in de wijk Alta Semita. Het complex werd gebouwd tussen de straten Clivus Salutis en Vicus Laci Fundani. Het terrein was hier zeer onregelmatig en er moesten kunstmatige terrassen worden aangelegd waarop de gebouwen verrezen. De beschikbare ruimte op deze hoek van de heuvel was beperkt en de thermen kregen daardoor een andere opzet dan de overige thermen in de stad. Een aantal kunstenaars uit de renaissance hebben het grondplan van de Thermen opgetekend toen de restanten nog duidelijk zichtbaar waren. Bij de eerdere thermen was het hoofdgebouw omgeven door een ommuurd complex met bijgebouwen, maar daar was hier geen ruimte voor. In plaats daarvan was er aan de voorzijde een halfronde binnenplaats, waar de hoofdingang was. Aan de binnenplaats lag de natatio, het openluchtzwembad. Een bezoeker begon zijn bezoek echter aan de andere zijde van het complex waar het ronde gebouw van het caldarium (heetwaterbad) was. Hierna liep men daar door naar het eveneens ronde tepidarium (lauwwaterbad) en daarna naar het hoofdgebouw in de vorm van een kruis, waar het frigidarium (koudwaterbad) zich bevond.
Het badhuis kreeg zijn water van een aftakking van de Aqua Marcia, die ook de Thermen van Diocletianus van water voorzag. Bij de hoofdingang aan de zuidelijke binnenplaats lag een grote trap die van de heuvel naar het Marsveld leidde.

## Restanten
Tijdens de Gotische Oorlog in de 6e eeuw n.Chr. werden de aquaducten van Rome gesloopt en raakten de grote badhuizen bij gebrek aan water buiten gebruik. De aquaducten werden later gedeeltelijk hersteld, maar Rome was grotendeels ontvolkt en de thermen werden niet meer gerepareerd en vervielen. In de middeleeuwen werd de gebouwen van de Thermen van Constantijn beroofd van hun marmer en andere materialen die door de Romeinse burgers werden hergebruikt bij de bouw van nieuwe gebouwen.
In de 13e eeuw werden de restanten van het gebouw omgevormd tot een fort. De oudst bekende tekening van de thermen werd rond 1575 gemaakt door Etienne du Pérac. Hierop staat nog een deel van het centrale gebouw overeind. In deze tijd was een deel van de thermen al overbouwd met woningen en een kleine palazzo. Vanaf 1605 werd op de overblijfselen het Palazzo Rospigliosi opgericht, in opdracht van Scipione Caffarelli-Borghese. Hiervoor werd het nog staande centrale deel van het hoofdgebouw afgebroken. In 1732 verdwenen de laatste ruïnes toen het kleine palazzo werd vervangen door het Palazzo della Consulta, dat nog steeds op deze plaats staat. Wat bovengronds nog zichtbaar was verdween uiteindelijk in 1875 toen de Via Nazionale werd aangelegd. Hiervoor werd een deel van de heuvel afgegraven.

## Kunstwerken
Hoewel de gebouwen zijn verdwenen, is een aantal van de vele kunstwerken waarmee het complex was versierd bewaard gebleven. In de 16e eeuw werd op de Capitolijn het Piazza del Campidoglio aangelegd. De uit de thermen afkomstige standbeelden van de riviergoden Tiber en Nijl kregen een plaats voor de monumentale trap van het Palazzo Senatorio. Op de balustrade aan de voorzijde van het plein staan beelden van Constantijn en zijn zoon Constans II. Een ander beeld van Constantijn staat opgesteld in de narthex van de Sint-Jan van Lateranen. Twee standbeelden van Castor en Pollux met hun paarden staan nog ongeveer op hun oorspronkelijke plaats. Zij staan nu bij de antieke obelisk op de Piazza del Quirinale. Kleinere kunstwerken worden in diverse musea in Rome tentoongesteld.

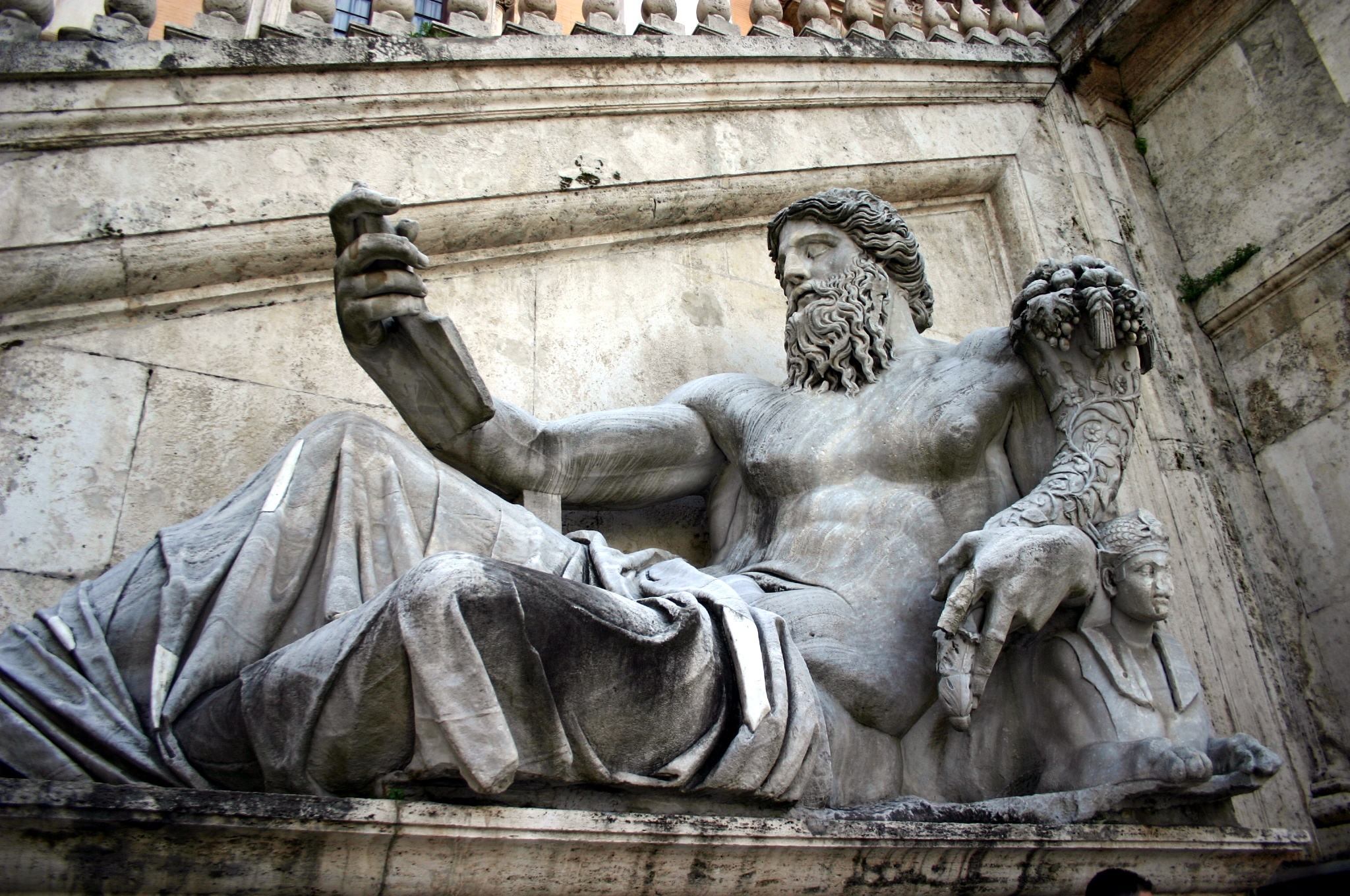
Standbeeld van de Nijl op het Piazza del Campidoglio
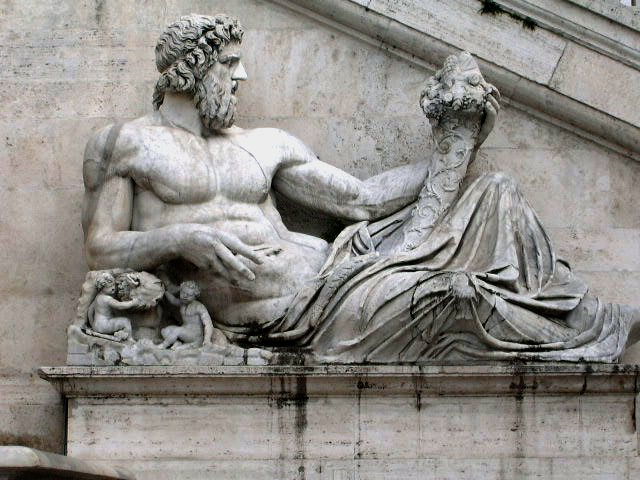
Standbeeld van de Tiber
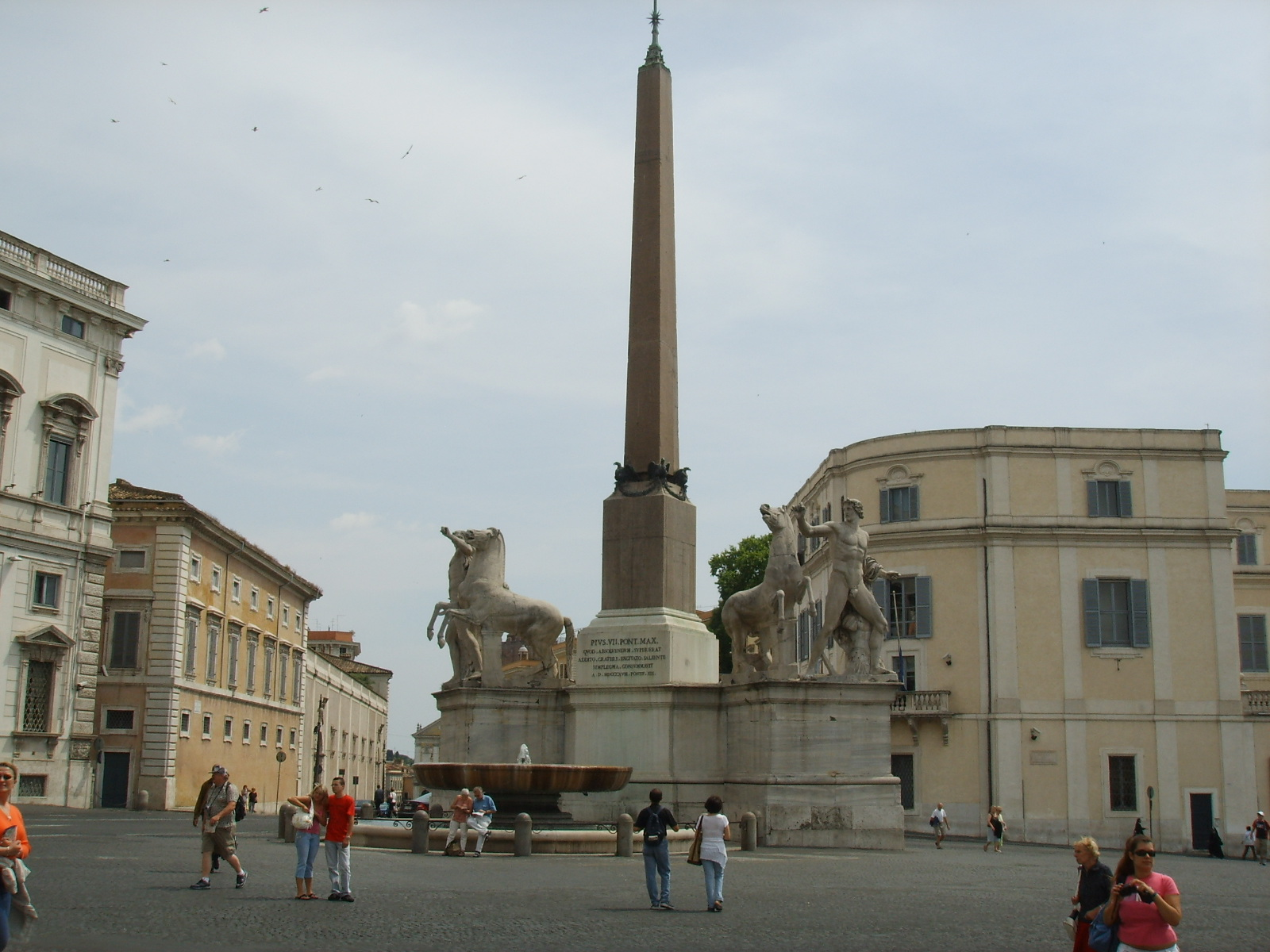
Castor en Pollux op de Piazza del Quirinale
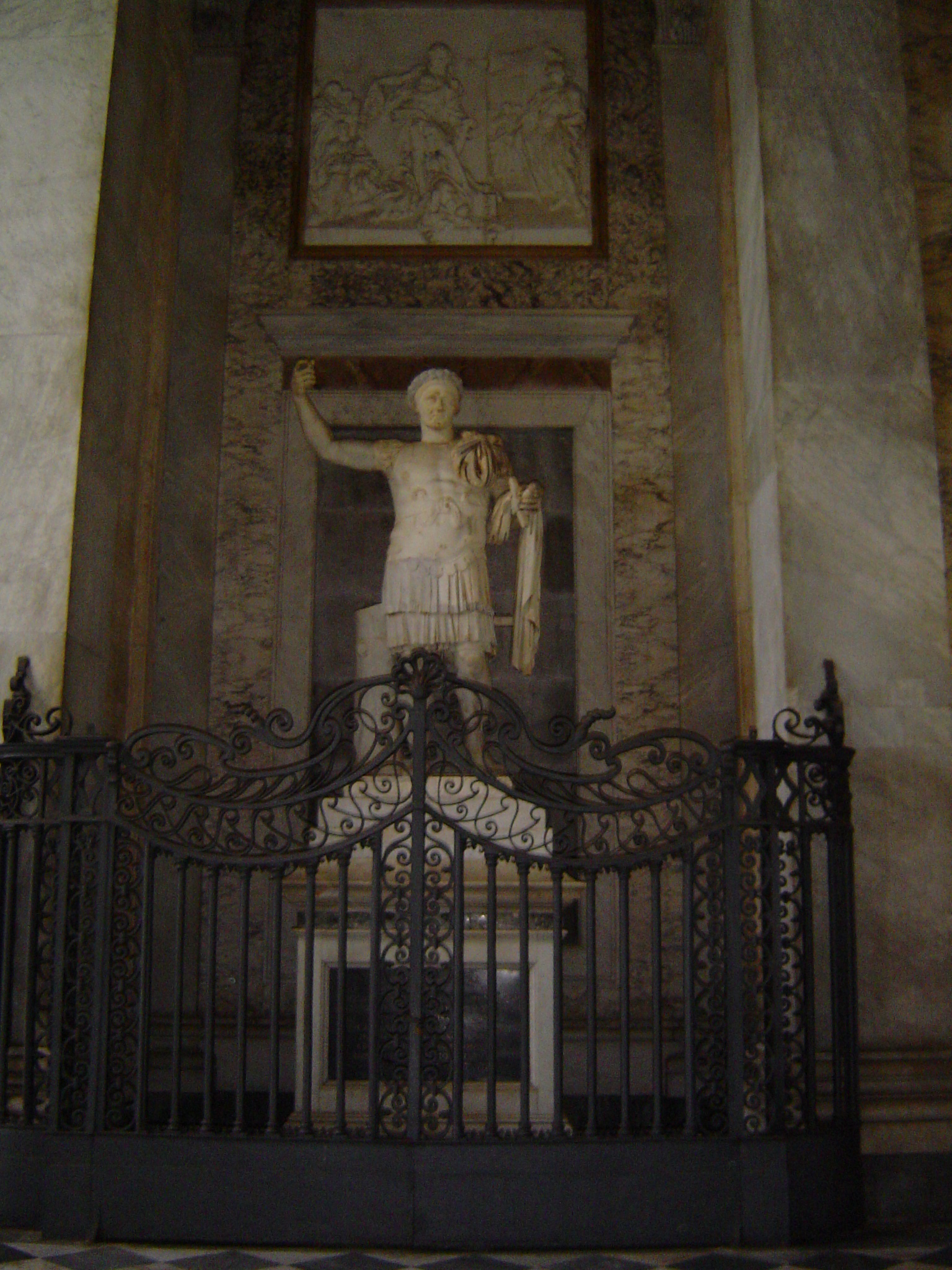
Beeld van Constantijn in de Sint-Jan van Lateranen

## Voetnoot
1. ↑  CIL, 6.1750.
2. ↑  Ammianus Marcellinus, Rerum gestarum libri 27.3.8

## Referentie
- L. Richardson, jr, A New Topographical Dictionary of Ancient Rome, Baltimore - Londen 1992. pp. 390-391 ISBN 0801843006
- S.B. Platner, A Topographical Dictionary of Ancient Rome, Londen 1929. Art. Thermae Constantinianae pp. 525‑526
- Virtual Roma - There once was in Rome: the Baths of Constantine